# Marcelo Ruiz Solar
Marcelo Ruiz Solar (Talca, 12 de septiembre de 1909-Santiago, 2 de octubre de 1986) fue un abogado, diplomático y político chileno, miembro del Partido Radical (PR). Se desempeñó como subsecretario del Trabajo bajo el gobierno del presidente Pedro Aguirre Cerda, entre 1939 y 1941, para después ejercer como secretario general de Gobierno del presidente Juan Antonio Ríos, desde 1942 hasta 1945; dónde de forma paralela sirvió diplomáticamente como embajador de Chile —en calidad de ministro plenipotenciario— ante Colombia (1943-1944). Posteriormente, fungió como diputado de la República en representación de la 12.ª Agrupación Departamental de Talca, Lontué y Curepto, durante el periodo legislativo entre 1945 y 1949. A inicios de 1962 sería llamado por el entonces presidente Jorge Alessandri, para servir nuevamente como embajador, esta vez ante Brasil, hasta 1964.

## Familia y estudios
Nació en Talca el 12 de septiembre de 1909, hijo de Feliciano Segundo Ruiz Salgado y María Victoria del Solar Vargas. Realizó sus estudios superiores en la carrera de derecho en la Universidad de Chile, dónde obtuvo su título de abogado con la tesis Almacenes generales de depósito: Warrants. Se dedicó a ejercer su profesión en Talca donde fue notario suplente ad honorem.
El 20 de enero de 1935 se casó en Talca con Violeta Concha Guerrero con quien no tuvo descendencia.

## Trayectoria política

### Inicios de militancia radical
Militó en las filas del Partido Radical (PR) donde se desempeñó como secretario y presidente de la Asamblea Radical de Talca. Así como también, presidió la Junta Provincial Radical de Talca entre 1937 y 1939; fue vicepresidente de la Convención Radical celebrada en 1937; y organizador y presidente del Frente Popular Radical (FPR). En 1948 fue electo presidente de la colectividad.

### Subsecretario de Pedro Aguirre Cerda y embajador de Juan Antonio Ríos
En 1939 fue nombrado como subsecretario del Ministerio del Trabajo, por el presidente Pedro Aguirre Cerda. Ese mismo año participó en la Conferencia de Cancilleres de La Habana, Cuba; y en 1942, en la desarrollada en Río de Janeiro, Brasil. Se mantuvo en el cargo hasta 1940, la año siguiente, en 1941, actuó en misión especial ante los gobiernos del Perú y Bolivia. Mientras que hacia 1942, fue designado como secretario general de Gobierno y ministro sin cartera, por el presidente Juan Antonio Ríos.
Por consiguiente, en 1943 fue designado como embajador de Chile en Colombia. En 1944 —conservando su cargo de embajador—, fue nombrado interinamente como subsecretario de Relaciones Exteriores. Durante su labor como embajador y subsecretario del Ministerio de Relaciones Exteriores, fue condecorado en los grados de Gran Oficial y Gran Cruz, por los gobiernos del Perú, Bolivia, Brasil, Ecuador, México, Colombia, Hungría y la Santa Sede.

### Diputado y posterior consultoría jurídica
Ingresó a la Cámara baja en 1945 en representación de la 12.ª Agrupación Departamental de Talca, Lontué y Curepto, por el período legislativo 1945-1949. Integró la Comisión Permanente de Relaciones Exteriores y fue diputado reemplazante en la Comisión Permanente de Economía y Comercio.
Paralelamente a su trabajo parlamentario, se desempeñó como profesor de Legislación Social del Curso Superior del Instituto Comercial de Talca y profesor de derecho público y derecho internacional en la Universidad de Chile desde 1948. Además, entre 1949 y 1953, ejerció como fiscal de la Caja de Crédito Hipotecario. También fue director de la Compañía de Seguros La Previsión y de la Fábrica de Paños de la comuna de Tomé.
En 1953 ocupó el cargo de consultor jurídico de Andes Copper Mining y de Chile Exploration Co., subsidiarias de Anaconda Co. En representación de las cuales se incorporó en octubre de 1955 al Comité directivo del Departamento del Cobre.

### Embajador durante el gobierno de Eduardo Frei Montalva
Una década después efectuaría una última misión diplomática, esta vez bajo la administración del presidente demócrata cristiano Eduardo Frei Montalva, siendo designado por este como embajador en Brasil, entre los años 1962 y 1964.

### Últimos años y fallecimiento
Durante sus últimos años fue miembro del Club de La Unión, y socio de los clubes deportivos Universidad de Chile, Colo-Colo y Magallanes. Paralelamente ejerció como secretario y consejero del «Sindicato de Restaurantes Populares de Chile».
Falleció en Santiago, el 2 de octubre de 1986.